# Hydrobiosella neocaledoniae
Hydrobiosella neocaledoniae là một loài Trichoptera trong họ Philopotamidae. Chúng phân bố ở miền Australasia.